# Горгера
Горге́ра (исп. gorguera), также лечуги́лья (исп. lechuguilla), фре́за (фр. fraise), раф (англ. ruff), «мельничный же́рнов» (нидерл. molensteenkraag, нем. Mühlsteinkragen) — круглый плоёный (гофрированный) брыжжевый (пол. bryże от ср. в. нем. bris(e) — «кайма») воротник из накрахмаленной ткани или кружев, плотно охватывающий шею; атрибут одежды представителей высшего и среднего классов Европы XVI—XVII веков.

## История
Своим изобретением воротник, по легенде, обязан некой знатной испанке, которая собрала кружево вокруг своей некрасивой шеи. Такой воротник появился в эпоху Филиппа II в среде испанских аристократов. Горгера трансформировался из украшавших горловину рубашки или сорочки рюш. К 1560-м годам появляются трубчатые складки, воротник сперва открыт на шее, но после 1570 года становится замкнутым. В следующем десятилетии горгера постепенно увеличивается в диаметре (достигая 25-30 см), и к 1580-м годам огромный воротник (который стали называть «мельничный жернов» или «колесо телеги») требует поддерживающего каркаса. Подкладкой для горгеры служил воротник голилья (исп. golilla) на проволочном каркасе, ставший позже самостоятельным воротником.
Складки укладывались разными способами с помощью стальных или деревянных палочек. Воротник изготавливался из одного или нескольких слоёв плоёного полотна или кружев, которые, появившись в начале XVI века, стоили дорого. Первым намёком на кружево были зубчики (итал. punto in aere «стежки в воздухе») по краям горгер. Постепенно эти зубчики из узких становились всё шире и ажурнее. Голландка Данген ван Плесс при дворе английской королевы Елизаветы I ввела в обиход крахмал и придумала щипцы для плойки воротников, чему обучала знатных дам на платных курсах. Первый крахмал был желтоватым, отчего воротники получались кремовыми. Некоторые модники подкрашивали их шафраном в золотистый оттенок. Также горгера выкрашивался натуральными красителями в розовый или лиловый цвета.
Горгера была съёмной, отдельной от платья или дублета, что позволяло её стирать и крахмалить отдельно. Жёсткость горгеры вынуждала своего владельца держать осанку, а за свою непрактичность горгера стала символом богатства и статуса. Мода на широкие горгеры способствовала, начиная с Италии, распространению вилки, использование которой позволяло уберечь воротник от замарывания едой.
Горгеры были запрещены в Испании королём Филиппом IV (с подачи графа-герцога Оливареса). К середине XVII века горгера уменьшилась в диаметре и почти не крахмалилась. На его смену пришёл небольшой отложной воротник. В Германии и Фландрии горгеру носили до начала XVIII века. В XVIII веке он ещё долго сохраняется у евреев как обязательная деталь костюма. В начале XIX века несколько изменённая горгера стала модной частью повседневной женской одежды.

## Галерея
- Тициан. Портрет Изабеллы Португальской (1548). Брыжжевые воротник и манжеты
- Франсуа Клуэ. Портрет Генриха Анжуйского (1570)
- Неизвестный автор. Фрагмент портрета королевы Елизаветы I (ок. 1575)
- Неизвестный автор. Английская дама с открытой горгерой (1599)
- Хуан Пантоха де ла Крус. Король Филипп IV и его сестра инфанта Анна (1607)
- Франс Пурбус. Изабелла Клара Евгения и её супруг Альбрехт (ок. 1610)
- Ян ван Равестейн. Принцесса Эрнестина Иоланда де Линь (ок. 1620)
- Юстус Сустерманс. Портрет Козимо II Медичи (XVII в.)
- Антонис ван Дейк. Портрет Хелены Леоноры Сивери (1628)
- Иоганнес Верспронк. Портрет Виллемины ван Бракель (1637). Крупный «мельничный жернов»
- Иоганнес Верспронк. Руководство больницы Святой Елизаветы в Харлеме (1641)
- Франсуа Жерар «Мери, графиня Эльгин» (ок. 1804)
- Николя-Антуан Тоне. «Портрет маркизы де Бела» (1816)
- «Утюжки» для придания формы складкам воротника
- Моравский национальный костюм из Ганы (Чехия)
- А. Н. Вертинский в образе Пьеро, 1920-е годы
- Участники Венецианского карнавала 2004 года
- Служительница церкви Дании в 2015 году

## Современность
Горгеры входят в состав формальной одежды епископов и служителей церкви Дании (включая Гренландию) и Фарерских островов. В 1980 году Церковь Норвегии отменила ношения горгеры своим духовенством, хотя некоторые консервативные священники, как Бёрре Кнудсен, продолжили носить их. Горгеры — необязательный элемент одежды хоровых исполнителей в англиканской церкви. Судьи Конституционного суда Италии носят робы с подобием горгеры на шеях.
Горгера является частью некоторых национальных костюмов и элементом классического театрального костюма Пьеро.
Ветеринарный воротник иногда называют Елизаветинским по схожести с горгерами, которые носились в Елизаветинскую эпоху.